# L’Aquila 1927
L’Aquila 1927 (wł. Associazione Sportiva Dilettantistica L’Aquila 1927) – włoski klub piłkarski, mający siedzibę w mieście L’Aquila, w środkowej części kraju, grający od sezonu 2020/21 w rozgrywkach Eccellenza Abruzzo.

## Historia
Chronologia nazw:
- 1927: Società Sportiva Città dell'Aquila
- 1930: Gruppo Universitario Fascista Aquila
- 1931: Associazione Sportiva L’Aquila
- 1944: L’Aquila Sportiva 1944
- 1948: Associazione Sportiva L’Aquila
- 1994: klub rozwiązano
- 1994: Associazione Sportiva L’Aquila
- 1995: Vis L’Aquila
- 1996: Gruppo Sportivo L’Aquila Calcio
- 1997: L’Aquila Calcio
- 2005: Associazione Sportiva Dilettantistica L’Aquila Calcio Real – po fuzji z A.S.C. Montereale i A.S. San Francesco Calcio
- 2006: Associazione Sportiva Dilettantistica L’Aquila Calcio 1927
- 2010: L’Aquila Calcio 1927
- 2018: klub rozwiązano
- 2018: Associazione Sportiva Dilettantistica Città di L’Aquila
- 2019: Associazione Sportiva Dilettantistica L’Aquila 1927

Klub sportowy SS Città dell'Aquila został założony w miejscowości L’Aquila w 1927 roku. Początkowo zespół uczestniczył w rozgrywkach lokalnych. Pod wpływem reżimu faszystowskiego, w 1930 została zmieniona nazwa klubu na Gruppo Universitario Fascista Aquila. W sezonie 1930/31 zespół startował w mistrzostwach Terza Divisione Abruzzo (D5), zajmując 6.miejsce. W 1931 klub zmienił nazwę na AS L’Aquila i w sezonie 1931/32 zajął trzecią pozycję w Seconda Divisione Abruzzo. Po reorganizacjach awansował do Prima Divisione (D3). W sezonie 1933/34 najpierw zwyciężył w grupie G Prima Divisione, a potem był również pierwszym w grupie finałowej A, zdobywając promocję do Serie B. W 1937 roku spadł do Serie C. W 1944 klub zmienił nazwę na L’Aquila Sportiva 1944, a w grudniu 1944 przystąpił do lokalnych rozgrywek Torneo misto abruzzese, gdzie był czwartym.
Po zakończeniu II wojny światowej, drużyna wznowiła działalność i została zakwalifikowana do rozgrywek Serie C, zajmując w sezonie 1945/46 szóste miejsce w grupie C Serie C Centro-Sud. W 1948 klub spadł do Promozione (D4), po czym zmienił nazwę na AS L’Aquila. W 1952 po kolejnej reorganizacji systemu lig Promozione został przemianowany na IV Serie, a w 1957 liga zmieniła nazwę na Campionato Interregionale (rozgrywki odbywały się w II grupach Prima i Seconda Categoria), a w 1959 została nazwana Serie D. Po zakończeniu sezonu 1957/58 klub otrzymał promocję do Serie C, a w 1969 wrócił do Serie D. Przed rozpoczęciem sezonu 1978/79 Serie C została podzielona na dwie dywizje: Serie C1 i Serie C2, wskutek czego Serie D została obniżona do piątego poziomu. W sezonie 1978/79 zajął drugie miejsce w grupie E Serie D i awansował do Serie C2. W 1982 został zdegradowany do Campionato Interregionale, które w 1992 zmieniło nazwę na Campionato Nazionale Dilettanti. W 1993 awansował do Serie C2, ale w 1994 klub zrezygnował z występów ze względu na trudności organizacyjne i finansowe.
Wkrótce klub został reaktywowany jako AS L’Aquila i startował w Eccellenza Abruzzo (D6). W 1995 klub kupił tytuł sportowy od Paganica, która uczestniczyła w rozgrywkach Campionato Nazionale Dilettanti (D5), i przyjął nazwę Vis L’Aquila. W 1996 klub zmienił nazwę na GS L’Aquila Calcio, a w 1997 na L’Aquila Calcio. W 1998 klub otrzymał promocję do Serie C2, a w 2000 do Serie C1. W sezonie 2003/04 zespół zajął 18.miejsce w grupie B Serie C1, ale potem z powodów finansowych został zdegradowany przez F.I.G.C. o 3 ligi.
W sezonie 2004/05 startował w Eccellenza Abruzzo (D6). W 2005 roku po  fuzji z A.S.C. Montereale i A.S. San Francesco Calcio klub otrzymał nazwę ASD L’Aquila Calcio Real. W następnym 2006 roku zmienił nazwę na ASD L’Aquila Calcio 1927. W 2009 awansował do Serie D, a w 2010 po zmianie nazwy na L’Aquila Calcio 1927 do Lega Pro Seconda Divisione (D4). W 2013 nastąpił kolejny awans do Lega Pro Prima Divisione. Przed rozpoczęciem sezonu 2014/15 wprowadzono reformę systemy lig, wskutek czego Serie C1 i Serie C2 została połączona w jedną ligę o nazwie Lega Pro. Zespół startował w Lega Pro, zajmując 7.miejsce w grupie B, ale w następnym roku został zdegradowany Serie D (D4). Sezon 2017/18 zakończył na piątej pozycji w grupie F Serie D, ale potem klub nie przedłużył rejestracji na kolejny sezon i został rozwiązany.
Latem 2018 klub został reaktywowany jako ASD Città di L’Aquila, zaczynając od Prima Categoria Abruzzo (D7). Rok później awansował do Promozione Abruzzo. Również w 2019 zmienił nazwę na ASD L’Aquila 1927.  W kolejnym sezonie zdobył promocję do Eccellenza Abruzzo.

## Barwy klubowe, strój
|  |  |

Klub ma barwy czerwono-niebieskie. Zawodnicy domowe spotkania zazwyczaj grają w pasiastych pionowo czerwono-niebieskich koszulkach, niebieskich spodenkach oraz niebieskich getrach.

## Sukcesy

### Trofea międzynarodowe
Nie uczestniczył w rozgrywkach europejskich (stan na 31-05-2020).

### Trofea krajowe
| \| \| Zdobyte trofea w rozgrywkach Włoch (stan na: 31-08-2020) \| |                                                          |      |                  |
| Rozgrywki                                                         | Osiągnięcie                                              | Razy | Sezon(y)         |
| · Mistrzostwo                                                     | I miejsce                                                | 0    |                  |
| · Mistrzostwo                                                     | II miejsce                                               | 0    |                  |
| · Mistrzostwo                                                     | III miejsce                                              | 0    |                  |
| · Puchar                                                          | zdobywca                                                 | 0    |                  |
| · Puchar                                                          | finalista                                                | 0    |                  |
| · Puchar                                                          | 1/16 finału                                              | 2    | 1936/37, 1937/38 |
| II liga                                                           | I miejsce                                                | 0    |                  |
| II liga                                                           | II miejsce                                               | 0    |                  |
| II liga                                                           | III miejsce                                              | 0    |                  |
| II liga                                                           | 4.miejsce                                                | 1    | 1934/35 (B)      |
| Włochy                                                            | Zdobyte trofea w rozgrywkach Włoch (stan na: 31-08-2020) |      |                  |

- Prima Divisione/Serie C (D3):
  - mistrz (1x): 1933/34 (finali A)
  - wicemistrz (1x): 1937/38 (gr.E)
  - 3.miejsce (1x): 1939/40 (gr.G)

## Poszczególne sezony

### Rozgrywki międzynarodowe

#### Europejskie puchary
Nie uczestniczył w rozgrywkach europejskich.

### Rozgrywki krajowe
| \| Włochy \| Bilans występów klubu w rozgrywkach piłkarskich Włoch (Stan na 31 sierpnia 2020 r.) \| \| | |        |       |   |   |   |    |    |     |                                                                                    |        |        |      |
| Poziom                                                                                                 | Rozgrywki | Sezony | Mecze | Z | R | P | B+ | B– | Pkt | Lata                                                                               | Awanse | Spadki | Naj. |
| I | Serie A | 0      |       |   |   |   |    |    |     |                                                                                    | 0      | 0      |      |
| II | Serie B | 3      |       |   |   |   |    |    |     | 1934–1937                                                                          | 0      | 1      | 4    |
| III | Prima Divisione, Serie C, Serie C1, Lega Pro Prima Divisione, Lega Pro                                            | 29     |       |   |   |   |    |    |     | 1932–1934, 1937–1943, 1945–1948, 1958–1969, 2000–2004, 2013–2016                   | 1      | 5      | 1    |
| IV | Seconda Divisione, Promozione, IV Serie, Campionato Interregionale, Serie D, Serie C2, Lega Pro Seconda Divisione | 31     |       |   |   |   |    |    |     | 1931/32, 1948–1958, 1969–1978, 1979–1982, 1993/94, 1998–2000, 2010–2013, 2016–2018 | 4      | 4      | 1    |
| V | Terza Divisione Abruzzo, Serie D, Campionato Interregionale, Campionato Nazionale Dilettanti, Eccellenza Abruzzo  | 18     |       |   |   |   |    |    |     | 1930/31, 1978/79, 1982–1993, 1995–1998, 2009/10, od 2020/21                        | 5      | 0      | 1    |
| | Puchar Włoch | 11     |       |   |   |   |    |    |     | od 1935                                                                            | 0      | 0      | 1/16 |
| Włochy                                                                                                 | Bilans występów klubu w rozgrywkach piłkarskich Włoch (Stan na 31 sierpnia 2020 r.)                               |        |       |   |   |   |    |    |     |                                                                                    |        |        |      |

## Struktura klubu

### Stadion
Klub piłkarski rozgrywa swoje mecze domowe na Stadio Gran Sasso d’Italia-Italo Acconcia w L’Aquila o pojemności 6763 widzów. Wcześniej grał na Stadio Tommaso Fattori, który mógł pomieścić 10 tys. widzów.

### Derby
- Avezzano Calcio
- Delfino Pescara 1936
- Giulianova Calcio
- US Città di Pontedera
- Teramo Calcio